# توأمان ملتصقان
التوائم الملتصقة، الملقبة بالتوائم السيامية، هم توأم متماثل ارتبطت أجسادهم في الرحم. وهي ظاهرة نادرة، إذ يقدر حدوثها من 1 لكل49000 ولادة إلى 1 لكل 189000 ولادة، مع وجود نسبة أعلى نوعاً ما في جنوب شرق آسيا وإفريقيا والبرازيل. يموت ما يقارب نصف التوائم السيامية في الرحم قبل الولادة والجزء الآخر منهم يولد مع تشوهات تُصعّب العيش. معدل البقاء على قيد الحياة عند التوائم السيامية حوالي 25٪. التوائم السيامية الإناث أكثر من الذكور بنسبة 1:3. لا يحدث الالتصاق لأكثر من جسدين في حالة حمل الثلاث أجنة أو الأربع أجنة. يكون دائماً التوأمين الملتصقين متشابهين ولهما نفس الجنس إما ذكرين أو أنثيين.
وتوجد نظريتان متناقضاتان لتفسير أصول التوائم الملتصقة. النظرية الأقدم هي الٳنشطار حيث تنقسم البويضة المخصبة انقساماًجزئياً. أما النظرية الثانية والأكثر قبولاً هي الاندماج، حيث تنقسم البويضة المخصبة انقساماً كاملاً، لكن الخلايا الجذعية (التي تبحث عن خلايا مماثلة) تجد خلايا «مثل الخلايا الجذعية» على التوأم الأخر وتدمج التوأمان معاً. وتشترك التوائم الملتصقة في المَشيماء والمَشيمَة والكيسُ السَّلَوِيّ، على الرغم من أن هذه الخصائص غير حصرية لتوائم الملتصقة، فهناك بعض من تَوأَم الزيجوت الوَاحِدَة غيرالملتصقة تشترك في هذه الأجزاء في الرحم أيضاً.
و كان الأخوين التايلانديين تشانج وإنج بنكر (1811-1874) المولودان في سيام، تايلاند حالياً، أشهر زوج من التوائم الملتصقة، ٳذ سافروا مع سيرك فينستايلوربارنوم لسنوات عديدة وعرفوا بالتوائم السيامية. ولقد كانا تشانج وأنج متصلان في منطقة الجذع بالعضلات والغضاريف والكبد، علماً بأنه يسهل فصلهم في الوقت الحاضر. ونظر اًلشهرة الأخوين وندرة حالتهم، فإن مصطلح التوائم السيامية' أصبح يستخدم كمرادف للتوائم الملتصقة.

## أنواع التوائم الملتصقة
الأنواع:
وعادة ما يتم تصنيف التوائم الملتصقة حسب نقطة التصاق أجسادهم.
والأنواع الأكثر شيوعا من التوائم الملتصقة هي:
- متّحد الصدرين والسرّتين (28٪من الحالات):[6] جسدان ملتصقان من أعلى ٳلى أسفل الصدر، ويشترك التوأم في القلب عادةً والكبد أو جزء من الجهاز الهضمي أحياناً.[7]
- متّحد الصدرين (5,18٪):جسدان ملتصقان من أعلى الصدر ٳلى أسفل البطن. يشترك التوأم في القلب في جميع الحالات.[7]
- متّحد السرّتين (10٪): جسدان ملتصقان من أسفل البطن. لا يشتر التوأم في القلب أبداً، ولكنهم يشتركان في الكبد والجهاز الهضمي والحجاب الحاجز وأعضاء أخرى.[7]
- توأم طُفيلي(10٪): تَوأَمان مُلْتَصِقانِ لا مُتَنَاظِرَان، حيث يكون أحد التوأمين صغير الحجم وغير مكتمل ويعتمد على التوأم الأكبر للبقاء على قيد الحياة.
- متّحد القِحفين(6٪) ((craniopagus: التصاق الجماجم لكن يكون لكل من التوأمين جسد منفصل. وقد تكون هذه التوائم ملتصقة من الجزء الخلفي أو الأمامي أو من جانب الرأس، لكن ليس من الوجه أو قاعدة الجمجمة.[7]

### أنواع أخرى
أنواع أخرى أقل شيوعا من التوائم الملتصقة تشمل:
- متّحد القِحفين (cephalopagus) : وجهان على الجانب المعاكس من رأس ملتصق واحد، ويكون الجزء العلوي من الجسد ملتصقاً أما السفلي فيكون منفصلاً. هذه التوائم لا تبقى على قيد الحياة عموماً بسبب تشوهات شديدة في الدماغ. وتعرف هذه التوائم أيضاً بمزدوج الوجه (نسبةً للٳله الرروماني يانوس) أو متّحد الرأسين.
- متّحد الرأسين حيث يكون للتوأم رأس واحد ووجه واحد ولكن مع أربعة آذان وجسدان.
- متّحد الرأس والصدر جسدان ملتصقان من الرأس والصدر. وقد يكون للتوأم وجهان متعاكسان أو وجه واحد وجمجمة كبيرة.[8]
- متّحد الرهابتين جسدان ملتصقان من الغضروف الخنجري، أي من السرّة ٳلى عظمة الصدر السفلية تقريباً. لا يشتركان التوأم في الأعضاء الحيوية ٳلا الكبد. تشانج وٳنج مثال على توأم متّحد الرهابتين.
- ملتصق الٳسكين ملتصقان في النصف السفلي من الجسدين، مع التصاق العمود الفقري من النهاية ٳلى النهاية ب 180درجة. ويكون لهذه التوائم أربعة أذرع، وساقان أو ثلاث أو أربع، ومجموعة واحدة من الأعضاء التناسلية الظاهرة والشرج.
- ملتصق السرّة والٳسكين ملتصقان بطريقة مماثلة لالتصاق توأم ملتصق الٳسكين، ولكنهم يواجهون بعضهم البعض وذلك لالتصاق البطن مثل توأم متّحد السرّتين. ويكون لهذه التوائم أربعة أذرع، وساقان أو ثلاث أو أربع.
- بارابيجوس جسدان ملتصقان جنباً ٳلى جنب ويشتركان في الحوض. التوائم التي تسمى دايثوراسك بارابيجوس تكون ملتصقة من البطن والحوض وليس الصدر. أما التوائم الدايبروسوبك بارابيجوس (diprosopicparapagus) فتكون لها جذع واحد ووجهان. والتوائم الدايسيفالك بارابيجوس تكون مزدوجة الرأس (dicephalic)، ولها اثنتين أو ثلاثة أو أربعة أذرع.
- متّحد القِحفين الطُفيلي ويكون مشابه لتوأم متّحد القحفين، ولكن يكون الرأس المهيمن ملتصق برأس ثاني دون جسد.
- متّحد العجزين (مندمج الحوضين): جسدان ملتصقان من الحوض.
- متّحد السّيائّين ملتصقان على طول الجانب الخلفي من أجسادهم، مع اندماج الأقواس الفقرية والنسيج الرخو من الرأس ٳلى الأَلْيَة.[9]

## تشخيص التوائم الملتصقة أثناء الحمل
يمكن بسهولة تشخيص التوائم الملتصقة أثناء الحمل حيث يكون كل من التوأمين في كيس حمل واحد، ويمكن رؤية أماكن الالتصاق بوضوح بواسطة الفحص بالموجات فوق الصوتية؛ لذلك يجب التأكد عند رؤية توأم أن كلاً منهما محتوياً في كيس حمل منفصل. اما إذا كان هناك جنينان أو أكثر داخل كيس حمل واحد بدون وجود غشاء فاصل واضح بين الأجنة فيجب التأكد من عدم التصاق التوأمين. كما يمكن اكتشاف أماكن التصاق التوأم بواسطة الأشعة الصوتية أثناء الحمل ينتهي الحمل بالتوائم الملتصقة بوفاة أحد أو كل من التوأمين داخل الرحم في أكثر من 70% من الحالات نتيجة انتقال الدم من أحد الأجنة إلى الآخر، أما في الحالات النادرة التي يعيش فيها التوأمان الملتصقان داخل الرحم فانه يجب اتخاذ الإجراءات اللازمة لاجراء الولادة بواسطة العملية القيصرية ومن ثم العناية بكل من التوأمين للكشف عن أمكانية وتوقيف عملية فصل التوائم حيث أجريت إحدى عمليات فصل التوائم بعد 10أيام من الولادة فقط

## فصل التوائم
تتراوح عمليات فصل التوائم من السهل جداً ٳلى الصعب جداً اعتماداً على مكان التصاق التوأم والأعضاء الحيوية التي يشتركان فيها. وتكون معظم عمليات فصل التوائم محفوفة بالمخاطر ومهددة للحياة. اذ يتطلب الأمر أثناء عمليات فصل التوائم الملتصقة التضحية بأحد التوائم من أجل حياة الآخر خصوصاً في حالة التصاق الرأس أو اشتراكهم في أعضاء حيوية. وأدى هذا إلى الكثير من الجدل حول ٳجراء هذه العمليات وجدواها حيث يمكن للتوائم البقاء على قيد الحياة ما لم تم فصلهم. أليس درجيرمن جامعة نورث وسترن وجدت أن نوعية حياة التوائم الذين ما زالوا ملتصقين أعلى مما يفترض في العادة. وٳن لوري وجورج تشابل وآبي وبريتاني هنسل مثال على ذلك.
و في عام 1957، سجل بيرترام كاتز وفريقه الجراحي أول عملية فصل ناجحة لتوأم ملتصق يشترك في عضو حيوي في تاريخ الطب الدولي. ولد التوأم المتّحد السرّتين جون وجيمس فريمان (جوني وجيمي) للسيد والسيدة وليم فريمان من يونغزتاون، أوهايو، في 27 نيسان، 1957. اشترك التوأم في الكبد وكان لكل واحد منهما قلب منفصل، وتمت عملية الفصل بنجاح في مستشفى نورث سايد في يونغزتاون، أوهايو من قبل بيرترام كاتز. وقد تم تمويل العملية من خلال جمعية أوهايو للأطفال ذوي الإعاقات الحركية.
في عام 1987 تمكن الدكتور الأمريكي بن كارسون من ٳجراء أول عملية فصل توأم سيامي (توأم بايندر) ملتصقيتين من الجانب الخلفي من الرأس (توأم متّحد القِحفين) مسجلاً سابقة في تاريخ الطب. فكانت عمليات فصل التوائم الملتصقة بهذه الطريقة تفشل دائماً، ٳذ تنتهي بوفاة ٳحدى التوأم أو الاثنان معاً. وافق كارسون لإجراء العملية بعد أن قدم ٳليه أطباء من ألمانيا يعرضون علية حالة توأم سيامي وقرر توقيف قلب الطفلتين الألمانيتين بالتبريد وإجراء فصل للدماغ أثناء توقف القلب. وتم فصل التوأم بنجاح حيث يمكنهم الآن البقاء على قيد الحياة بشكل مستقل بعدما استغرقت العملية في المجمل 22 ساعة وشارك فيها فريق جراحي يتكون من 50 شخصاً.
تعد عملية فصل التوأم جانجا وجامونا شريشتا في 2001، المولودتان في كاتماندو، نيبال عام 2000،من عمليات الفصل الناجحة. فتعتبر العملية التي أجريت على التوأم المتّحد القحفين والتي استغرقت 197 ساعة من أهم العمليات التي أجريت في سنغافورة، وترأس الفريق الجراحي تشامبون تشان وكيث جوه، أخصائية جراحة الأعصاب. وكانت نتيجة العملية تلف في دماغ جانجا وعدم قدرة جامونا على المشي. وبعد سبع سنوات توفيت جانجا في مستشفى مودِل في كاتماندو في تموزعام 2009 عن عمر8 سنوات، وكان ذلك ثلاثة أيام بعد دخولها للمستشفى لعلاج التهاب حاد في الصدر.
كانت حالة التوأم روز وجرايس أتارد (ماري وجودي) من مالطا ذات أهمية خاصة، ٳذ تمت عملية فصل الرضع في بريطانيا العظمى بأمر من المحكمة على الرغم من اعتراضات والديهم، مايكل أنجيلو ورينا أتارد، الدينية. تم ٳجراء عملية الفصل في تشرين الثاني من عام 2000 في مستشفى سانت ماري في مانشيستر. كانت عملية فصل التوأم مثيرة للجدل لأن روز، التوأم الأضعف، لن تتمكن من البقاء على الحياة لأن قلبها ورئتاها يعتمدان على جرايس. (التصق التوأم من أسفل البطن والعمود الفقري.) لكنه كان من المؤكد أنه لن تتمكن كل منهما العيش ٳن لم تجرى العملية. تمكنت جرايس البقاء على قيد الحياة لتستمتع بطفولة طبيعية.
في عام 2003، أجريت عملية فصل ليلى ولادن بيجاني من ٳيران البالغتا من العمر 36 عاماً واللتان كانتا ملتصقتين من الرأس ومنفصلتين من الدماغ، في سينغافورة على الرغم من تحذيرات الجراحين أن العملية قد تكون مميتة لأحدهما أو كلاهما. ولكن تم قبول حالتهم المعقدة وذلك لتوفرالصور البيانية والنمذجة ذات التكنولوجيا الفائقة التي قد تمكن الفريق الطبي تخطيط العملية الخطرة. ولسوء الحظ، تم كشف وريد رئيسي مخفي من صور الأشعة أثناء العملية. تم ٳكمال عملية الفصل ولكنهم توفيتا أثناء العملية في 8 تموز، 2003.
كانت أسرع عملية فصل توأم ملتصقة في مدينة لندن، حيث استغرق فصل التوأم زينب وجنان الرحمن في كانون الثاني عام 2003، 45 دقيقة فقط وكان التصاقهما عن طريق البطن والكبد وعاشتا.
يعتبر مستشفى الأطفال في فيلادلفيا من أكثر المستشفيات إجراءً لعمليات فصل التوأم؛ حيث أجريت فيه أكثر من 18عملية ناجحة. وعربياً تعرف السعودية بفصل التوائم الملتصقة، حيث يعتبر مستشفى الملك فهد للحرس الوطني من أشهر المستشفيات المعروفة على المستوى العالمي بالخبرة الكبيرة في مجال فصل التوائم، وتكون العمليات برئاسة الجراح السعودي عبد الله الربيعة والعاملين معه. ولا ننسى دور مستشفى الملك فيصل التخصصي بالرياض في هذا المجال أيضاً.

## نبذة تاريخية
تعرف التوائم الملتصقة منذ القدم، ٳذ صورت ثقافة الموشي بيرو القديمة التوائم الملتصقة في أعمالهم السيرمياك تعود ٳلى 300 ق.م(C.E.). وتعود أقدم حالة توائم ملتصقة موثقة ٳلى عام942 عندما قدم توأم من أرمينيا ٳلى القسطنطينية لتقيم طبي. ثم اشتهراتا بعد ذلك ماري واليزا الٳنجليزيتان وكانتا ملتصقتا من الحوض (توأم متّحد العجزين)، وعاشتا من 1100 ٳلى 1134 (أو 1500 ٳلى 1534).
ولد التوأم هاشم بن عبد المناف وعبد الشمس في البلاد العربية وكانت رجل هاشم ملتصقة برأسأ خيه. وتحكي الأساطير أن قام والدهم عبد المناف بنقص يفصل التوأم بسيفه، ويعتقد الكهنة أن الدماء التي تدفقت بينهم دلت على وقوع حروب بي نذريتهم (حدثت مواجهات بين بني العباس وبني أمية بن عبد الشمس في عام750 هجري.) ووصف أبو الريحان البيروني، عالم مسلم متعدد الثقافات، التوائم السيامية في كتابه كتا بالصيدنة.

## قائمة أبرز التوائم الملتصقة في القرن الواحد والعشرين
الأسماء المدرجة بحروف بارزة (بولد) هيمن التوائم الذين تم فصلهم.
- كارمن ولوبيتا أندراد- سوليس، توأم مُزْدَوِجُ الرَّأْسِ والقَدَمِ والرُّباعِيُّ الأَذْرُع، مولودتان في المكسيك عام 2002. كان فصلهم غير ممكن.
- كارل وكلارينس أغوير، توأم متّحد القحفين بشكل عامودي، المولدان في مانيلا في 21نيسان 2002، وتم فصلهم بنجاح في 2004.[22]
- كيندرا وماليا هيرين، توأم ملتصق الٳسكين، تمت عملية الفصل في عام 2006عندما بلغتا الرابعة من العمر.[23]
- اناستازيا وتاتيانا دوجارو، ولدتا خارج روما، ٳيطاليا في 13 كانون الثاني، 2004. فهما توأم متّحد القحفين حيث أن أعلى رأس تاتيانا ملتصق برأس اناستازيا من الخلف.
- اكشمي تاتما، (المولودة عام 2005) في منطقة أراريا في بيهار، الهند. كانت لاكشمي توأم متّحد الٳسكين وكان لها أربعة أذرع وأربعة سيقان وذلك نتيجة التصاقها بتوأم طفيلي بلا رأس في منطقة الحوض.[24]
- كرستا وتاتيانا هوغن، توأم كندي ملتصق من الرأس، ولدتا في 15 تشرين الأول،2006. تشتركاكرستا وتاتيانا في جزء من الدماغ ولذلك يمكنهم تبادل المعلومات الحسية والأفكار.
- تريشنا وكريشنا من بانغلاديش، ولدتا في كانون الأول من عام 2006، وهما توأم متّحد القحفين، ملتصقتان من الجزء العلوي من الجمجمة، وتشتركان في جزء بسيط من أنسجة الدماغ. وتم فصلهم في ميلبورن، أستراليا عام 2009.[25]
- ماريا وتيريسا تابيا، ولدتا في جمهورية الدومينيكان في 8 نيسان، 2010. ملتصقتان من الكبد والبنكرياس وجزء صغير من أمعائهم الدقيقة. تم فصل التوأم في 7 تشرين الثاني، 2011.